# Abaigar
Abaigar (oficialment Abáigar) és un municipi de Navarra, a la comarca d'Estella Oriental, dins la merindad d'Estella. El seu nom prové del basc (h)abe igar, (arbre sec). Limita al nord amb Murieta, a l'oest amb Oko, al sud amb Villamayor de Monjardín i Olexoa i a l'est amb Igúzquiza.

## Demografia
| Evolució demogràfica                               | Evolució demogràfica | Evolució demogràfica | Evolució demogràfica | Evolució demogràfica | Evolució demogràfica | Evolució demogràfica | Evolució demogràfica | Evolució demogràfica | Evolució demogràfica | Evolució demogràfica |
| 1996                                               | 1998                 | 1999                 | 2000                 | 2001                 | 2002                 | 2003                 | 2004                 | 2005                 | 2006                 | 2007                 |
| -------------------------------------------------- | -------------------- | -------------------- | -------------------- | -------------------- | -------------------- | -------------------- | -------------------- | -------------------- | -------------------- | -------------------- |
| 95                                                 | 94                   | 99                   | 97                   | 97                   | 97                   | 92                   | 97                   | 103                  | 104                  | 101                  |
| Fonts: Abáigar i Institut d'Estadística de Navarra |                      |                      |                      |                      |                      |                      |                      |                      |                      |                      |

## Administració
| 2003 | Jesús Guinea Crespo     | indep. |
| 2007 | Maria Clara Gurrea Lanz | indep. |